# Самуель Густафсон
Самуель Густафсон (швед. Samuel Gustafson; нар. 17 січня 1995, Мельндаль, Швеція) — шведський футболіст, атакувальний півзахисник клубу «Геккен».

## Ігрова кар'єра

### Клубна
Самуель Густафсон почав займатися футболом у клубі «Фессберг» з рідного міста Мельндаль, де пройшов шлях від дитячої команди до основного складу. Перед сезоном 2013 року Самуель разом зі своїм братом - близнюком Сімоном приєднався до клубу Аллсвенскан «Геккен». 23 червня Самуель дебютував в основі і в першому ж матчі відмітився забитим голом. У 2016 році Густафсон разом з клубом став переможцем Кубка Швеції.
У серпні 2016 року футболіст підписав контракт з італійським клубом «Торіно». Але в Серії А футболіст не зміг закріпитися, провівши в клубі лише 9 матчів, а більшу частину часу провів в оренді в клубах Серії В «Перуджа» та «Верона». А після цього підписав повноцінний контракт з клубом «Кремонезе».
У червні 2021 року Густафсон повернувся до «Геккена», підписавши з клубом трирічний контракт.

### Збірна
В період з 2015 по 2016 роки Самуель Густафсон провів сім матчів у складі молодіжної збірної Швецї.

## Досягнення
Геккен
- Переможець Кубка Швеції: 2015/16, 2022/23
- Чемпіон Швеції: 2022

## Особисте життя
Брат - близнюк Самуельсона Сімон Густафсон виступає разом з ним у складі «Геккена».